# Sasson Gabai
Sasson Gabai o Gabay (hebreo: ששון גבאי; nacido el 24 de noviembre de 1947) es un actor israelí nacido en Irak. Es el ganador de un premio Ophir, Premio Asia Pacífico Screen (nominado), Premios del Cine Europeo y Festival de Cine de Jerusalén en 2007 como Mejor Actor en una película israelí muy aclamada. La visita de la banda.

## Biografía
Gabai nació en 1947 en Bagdad,  Irak, en una familia judío sefardí. Durante su infancia emigró junto con su familia a Israel. Después de cumplir su servicio militar obligatorio en las Fuerzas de Defensa de Israel, estudió teatro y psicología en la Universidad de Tel Aviv. Después de graduarse, comenzó a tocar en el Khan Theatre en Michael Alfreds.grupo. Posteriormente, participó en varias producciones teatrales en el Teatro Hacameri, el Teatro Be'er Sheva y el Teatro Beit Lessin. Es uno de los miembros permanentes del personal del Teatro Beit Lessin. Entre las muchas obras en las que participó se encuentran Servant of Two Masters , Catch-22 , Who's Afraid of Virginia Woolf? y Rain Man . Gabai también jugó en el musical infantil Peter Pan de 1989 como el Capitán Garfio.
A lo largo de los años, Gabai actuó en varias películas israelíes e internacionales: Sipurei Tel-Aviv; Time for Cherries, por la que ganó un premio Ophir; Rambo III; el Escape de Arabia Saudita; Hecho en Israel;  Aviva Ahuvati y muchos otros.
Gabai también ha aparecido en la televisión israelí en las series The Haim Neighborhood (שכונת חיים), Siton (סיטון), Late Night Stories (סיפורים לשעת לילה מאוחרת), y en la serie dramática The Kastner Trial (משפט קסטנר) en la que interpretó a Rudolf Kastner. Fue presentador de la serie de comedia Zehu Ze, e hizo un cameo en la popular serie de comedia Krovim Krovim, además de muchas otras producciones.
Gabai también desempeñó uno de los papeles principales en la aclamada serie de televisión israelí Shtisel, que hasta la fecha ha durado tres temporadas (2013-2021).